# The Feast of Life
The Feast of Life er en amerikansk stumfilm fra 1916 af Albert Capellani.

## Medvirkende
- Clara Kimball Young som Aurora Fernandez.
- Mrs. E.M. Kimball som Senora Fernandez.
- Edward Kimball som Venture.
- Paul Capellani som Don Armada.
- Doris Kenyon som Celida.